# Misamis Occidental
Misamis Occidental is een provincie van de Filipijnen op het eiland Mindanao. De provincie maakt deel uit van regio X (Northern Mindanao). De hoofdstad van de provincie is Oroquieta. Bij de census van 2015 telde de provincie ruim 602 duizend inwoners.

## Geografie

### Bestuurlijke indeling
Misamis Occidental bestaat uit 3 steden en 14 gemeenten.

#### Stad
- Oroquieta
- Ozamis
- Tangub

#### Gemeenten
| - Aloran - Baliangao - Bonifacio - Calamba - Clarin - Concepcion - Don Victoriano Chiongbian | - Jimenez - Lopez Jaena - Panaon - Plaridel - Sapang Dalaga - Sinacaban - Tudela |

Deze steden en gemeenten zijn weer verder onderverdeeld in 490 barangays.

## Demografie
Misamis Occidental had bij de census van 2015 een inwoneraantal van 602.126 mensen. Dit waren 34.484 mensen (6,1%) meer dan bij de vorige census van 2010. Ten opzichte van de census van 2000 was het aantal inwoners gegroeid met 115.403 mensen (23,7%). De gemiddelde jaarlijkse groei in die periode kwam daarmee uit op 1,13%, hetgeen lager was dan het landelijk jaarlijks gemiddelde over deze periode (1,72%).

De bevolkingsdichtheid van Misamis Occidental was ten tijde van de laatste census, met 602.126 inwoners op 2055,22 km², 293 mensen per km².

## Bestuur en politiek
Zoals in alle provincies in de Filipijnen is de belangrijkste bestuurder van Misamis Occidental een gouverneur. De gouverneur wordt sinds 1987 elke drie jaar gekozen en is het hoofd van het provinciale bestuur en de uitvoerende organen. De huidige gouverneur van de provincie, Herminia Ramiro is tijdens de verkiezingen van 2010 gekozen. In 2013 werd ze herkozen. De vicegouverneur, momenteel Aurora Virginia Almonte, is voorzitter van de provinciale raad. Deze provinciale raad is in Misamis Occidental samengesteld uit tien gekozen afgevaardigden en drie ex-officio leden. De gekozen afgevaardigden worden rechtstreeks gekozen door de stemgerechtigde inwoners van de twee kiesdistricten van de provincie. Het 1e district omvat de gemeenten Aloran, Baliangao, Calamba, Concepcion, Jimenez, Lopez Jaena, Panaon, Plaridel, Sapang Dalaga en de stad Oroquieta. Het 2e district omvat de gemeenten Bonifacio, Clarin, Don Victoriano Chiongbian, Sinacaban, Tudela en de steden Ozamis en Tangub. Beide districten hebben vijf afgevaardigden in de provinciale raad. De inwoners van de twee districten kiezen bovendien elk een afgevaardigde in het Filipijns Huis van Afgevaardigden.
Lijst van gouverneurs van Misamis Occidental sinds 1929
| - 1929 – 1931 Jose Ozamis - 1931 – 1940 Anselmo Bernad - 1941 – 1944 Porferio Villarin - 1945 – 1950 Angel Medina - 1951 – 1954 Gideon G. Quijano - 1955 – 1958 Diego H. Tydeling - 1959 – 1962 Gideon G. Quijano - 1963 - 1963 Genaro Bomediano - 1963 - 1963 Gideon G. Quijano - 1964 – 1978 Henry Y. Regalado | - 1978 – 1979 Maximo R. Fernandez - 1979 – 1986 Fortunato M. Sagrado - 1986 – 1987 Alfonso D. Tan - 1987 – 1988 Gregorio F. Buaquinia - 1988 – 1992 William L. Chiongbian - 1992 – 1995 Benito P. Chiongbian - 1995 – 1998 Florencio Garcia - 1998 – 2001 Ernie D. Clarete - 2001 – 2010 Loreto Leo S. Ocampos - 2010 – 2016 Herminia Ramiro |

## Economie
Misamis Occidental is een arme provincie. Uit cijfers van het National Statistical Coordination Board (NSCB) uit het jaar 2003 blijkt dat 54,3% (11.711 mensen) onder de armoedegrens leefde. In het jaar 2000 was dit 53,0%. Daarmee staat Misamis Occidental 10e op de lijst van provincies met de meeste mensen onder de armoedegrens. Van alle 79 provincies staat Misamis Occidental 11de op de lijst van provincies met de ergste armoede.